# Bitstream
A „bitstream” vagy „bit stream” (bitfolyam, áramlat) a bitek időbeli sorozata. A „bitstream” egy speciális esetének tekinthető a "bytestream", azaz a byte-ok általában 8 bitből álló sorozata. A számítógépes fájl maga is egy, a számítógép elraktározott „bitfolyam”.
Széles körben használnak „bitstream”-eket a telekommunikációban és számítások végzéséhez: például az SDH (Synchronous Digital Hierarchy) kommuninikációs technológia szinkronos „bitstream”-eket továbbít, míg a TCP (Transmission Control Protocol) kommunikációs protokoll, nem szinkronos időzítésű bytestream-eket szállít.
Használják ezenkívül tömörítésben például a Python és a Java is.